# Stanisław Poburka

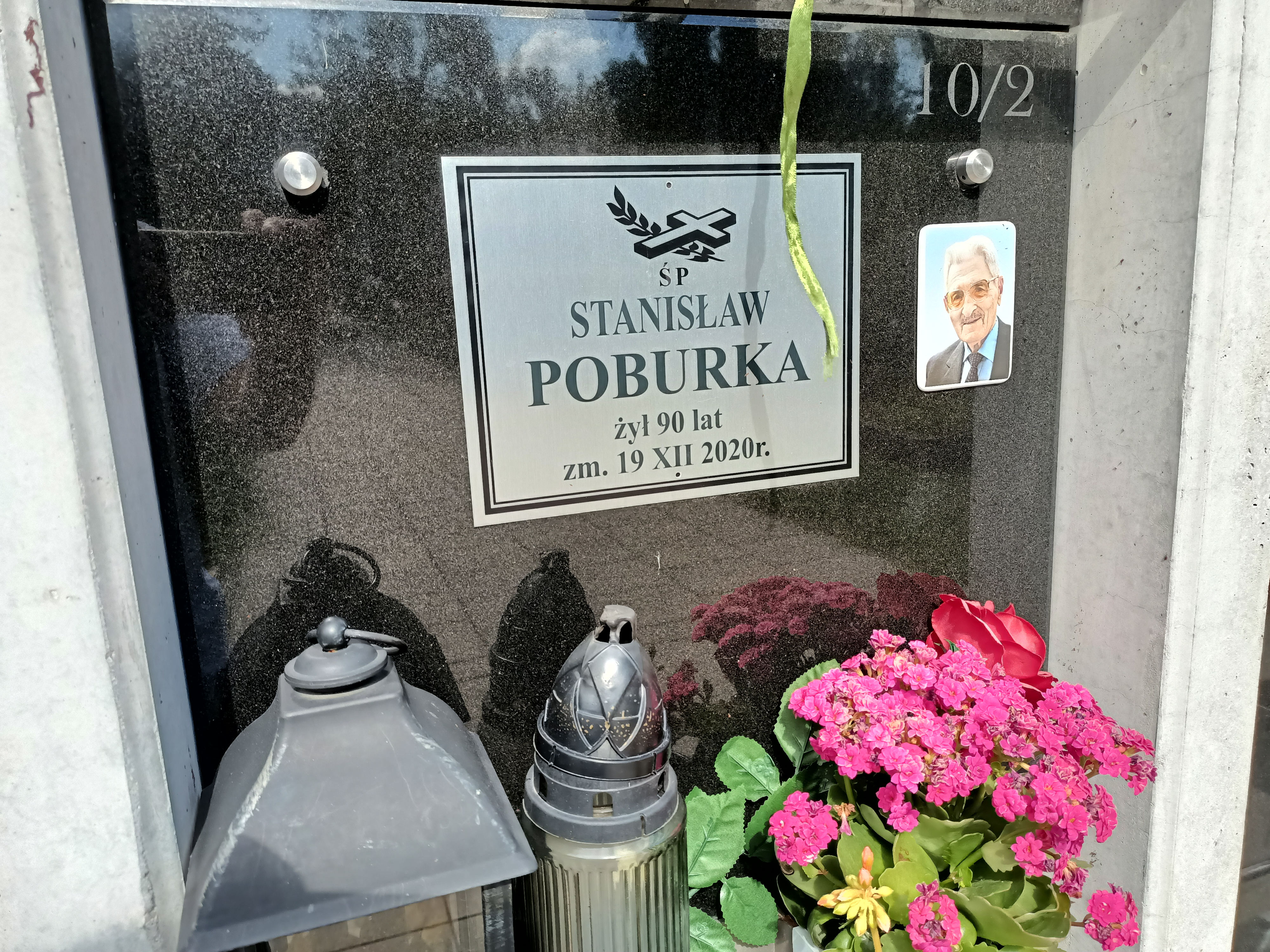
Grób Stanisława Poburki na cmentarzu Wojskowym na Powązkach

Stanisław Poburka (ur. 19 kwietnia 1930 w Mikulińcach, zm. 20 grudnia 2020) – polski siatkarz i trener siatkówki, m.in. trener żeńskiej reprezentacji Polski, z którą zdobył brązowe medale mistrzostw świata (1962) i igrzysk olimpijskich (1964) oraz wicemistrzostwo Europy w 1963.

## Życiorys
Jako zawodnik Wisły Kraków wywalczył brązowy medal mistrzostw Polski w 1946, w 1949 był zawodnikiem Olszy Kraków, w 1950 Kolejarza Kraków. W 1950 dwukrotnie wystąpił w reprezentacji Polski.
Pierwsze sukcesy trenerskie osiągnął z męską drużyną CWKS Warszawa (następnie Legii Warszawa), zdobywając brązowy medal mistrzostw Polski w 1955, wicemistrzostwo Polski w 1956, 1957, 1958 i 1959, ponownie brązowe medale mistrzostw Polski w 1960 i 1961.  W 1963 z żeńską drużyną Legii wywalczył wicemistrzostwo Polski.
W 1962 został trenerem reprezentacji Polski seniorek i w tym samym roku poprowadził tę drużynę do brązowego medalu mistrzostw świata, wicemistrzostwa Europy w 1963 i brązowego medalu igrzysk olimpijskich w 1964. Jesienią 1965 zastąpił go na stanowisku trenera Benedykt Krysik.
W kolejnych latach prowadził żeńską reprezentację Meksyku, z którą zajął siódme miejsce na Igrzyskach Olimpijskich w 1968. W latach 70. został trenerem żeńskiej drużyny Wisły Kraków. Zdobył z nią wicemistrzostwo Polski w 1976 i 1977. W 1980 został ponownie trenerem reprezentacji Polski seniorek, poprowadził ją w udanych kwalifikacjach do mistrzostw Europy w 1981, ale w czerwcu 1981 zrezygnował z prowadzenia kadry (zastąpił go Andrzej Dulski). W sezonie 1984/1985 ponownie był trenerem żeńskiej drużyny Wisły Kraków, zdobywając wicemistrzostwo Polski.